# Корони (округ)
Корони (нидерл. Coronie) — округ Суринама, расположенный на побережье Атлантического океана. Административный центр — город Тотнесс, другие города — Корнелискондре, Френдшип и Дженни.
Население округа — 2887 человек (2004), площадь — 3902 км².

## Административное деление
| № | Коммуна                      | Население, чел. (2004) | Площадь, км² |
| - | ---------------------------- | ---------------------- | ------------ |
| 1 | Иоанна-Мария (Johanna Maria) | 598                    | 1586         |
| 2 | Тотнесс (Totness)            | 1684                   | 173          |
| 3 | Вельгелеген (Welgelegen)     | 605                    | 2143         |

## Экономика
Округ Корони, как и большая часть Суринама, зависит главным образом от земледелия как источника доходов и пищи. Прибрежные хозяйства позволяют выращивать кокосы и рис.